# Gorovje Espinhaço
Gorovje Espinhaço (portugalsko Serra do EspinhaçoIPA: [ˈsɛʁɐ dwispiˈɲasu])) je gorovje v Braziliji. Gorovje poteka približno v smeri sever - jug skozi zvezni državi Minas Gerais in Bahia ter se razteza na približno 1100 km. Tvori ločnico med zgornjim povodjem reke São Francisco in tistimi krajšimi rekami, ki tečejo proti vzhodu v Atlantski ocean, vključno z rekami Doce, Jequitinhonha in Pardo. 
Pico do Sol, najvišji vrh, se dviga na 2072 metrov v mestu Catas Altas (Narodni park Caraça). 
Zgodovinsko mesto Diamantina je v gorovju Espinhaço. Gorovje Espinhaço je predstavljalo glavno pot, po kateri je bil Minas Gerais naseljen med zlato mrzlico v 18. stoletju.

## Zgodovina
V kolonialnem obdobju se je rudarilo predvsem vzdolž gorovja Espinhaço in železnega štirikotnika. Posledično so nastala najpomembnejša urbana središča, kot so Ouro Preto, Sabará, Serro in São João Del Rei.
Ime mu je dal nemški geolog Wilhelm Ludwig von Eschwege v 19. stoletju. Odgovorno je za delitev med porečjem reke Rio São Francisco in porečji rek, ki tečejo neposredno v Atlantski ocean. Velja za svetovni biosferni rezervat, saj je zaradi velike biološke raznovrstnosti ena najbogatejših regij na planetu.
Leta 2005 je bil priznan biosferni rezervat Serra do Espinhaço s površino 30.700 km² zaradi velike raznolikosti naravnih virov.